# Anadoras
Anadoras is een geslacht van straalvinnige vissen uit de familie van de doornmeervallen (Doradidae).

## Soorten
- Anadoras grypus (Cope, 1872)
- Anadoras insculptus (Miranda Ribeiro, 1912)
- Anadoras regani (Steindachner, 1908)
- Anadoras weddellii (Castelnau, 1855)